# Anna Kinmanson
Anna Helena Mathilda Kinmanson, född Sandberg 12 november 1842 i Stockholm, död där 30 juli 1909, var en svensk teaterskådespelare. 

## Biografi
Anna Kinmanson var dotter till skomakaremästaren Olof Gustaf Sandberg och Anna Katarina Westling samt gifte sig 1874 med Selfrid Kinmanson.
Kinmanson var elev vid Kungliga Baletten 1856–1857 och sedan vid Kungliga Dramatiska Teatern, där hon sedan var engagerad 1860–1887. Hon spelade främst subrettroller. 
Det sades om henne: 
| ”                                                                                            | Hon var under sin 27:åriga teatertid en god och mycket använd kraft med en anmärkningsvärd förmåga af karakteristik, och inom subrettfacket var hon förträfflig. Hennes sceniska verksamhet var synnerligen omfattande såväl inom det stora skådespelet, som inom det finare lustspelet, hvilket var hennes egentliga fack och där hennes eleganta figur och förmåga af pointerad konversation gjorde henne till själfskrifven arftagerska af fru Zelma Hedins repertoar. | „ |
| – Kungl. teatrarne under ett halft sekel 1860-1910: personalhistoriska anteckningar (vol. 1) | |   |

Bland hennes roller nämns Ophelia i Hamlet, Christina i Torkel Knutsson, Leonie i Markis de Villemen, Fru Cecile i Notarien Guérin, Clarisse i Drottningens gemål. Camille i Familjen Benoiton, Julie i En autograf, Charlotte Beguin i Min hustrus andre man, Julie i Nya garnisonen, Grefvinnan i När damerna föra krig och Fru Fourchambault i Familjen Fourchambault. 
Anna Kinmanson är begravd på Norra begravningsplatsen utanför Stockholm.

## Teater

### Roller (ej komplett)
| År   | Roll      | Produktion                      | Regi | Teater                      |
| ---- | --------- | ------------------------------- | ---- | --------------------------- |
| 1875 | Magdalena | Maria och Magdalena Paul Lindau |      | Kungliga Dramatiska Teatern |
| 1876 |           | En autograf                     |      | Kungliga Dramatiska Teatern |
| 1876 | Jeanette  | Löslockar                       |      | Kungliga Dramatiska Teatern |